# 莫頓科納斯 (紐約州)
莫頓科納斯（英語：Morton Corners）是位於美國紐約州伊利縣的非建制地區。

## 歷史
莫頓科納斯的郵局於1843年設立，其後於1902年停運。

## 地理
莫頓科納斯所處的海拔為高於海平面421米（即1381英呎），而該地所採用的時區為UTC-5，即北美东部时区（EST）。同時該地設有夏令時間，為UTC-5調快一小時，即UTC-4（EDT）。